# Powiat Szerencs
Powiat Szerencs (węg. Szerencsi járás) – jeden z piętnastu powiatów komitatu Borsod-Abaúj-Zemplén na Węgrzech. Siedzibą władz jest miasto Szerencs.

## Miejscowości powiatu Szerencs
- Alsódobsza
- Bekecs
- Golop
- Legyesbénye
- Mád
- Megyaszó
- Mezőzombor
- Monok
- Prügy
- Rátka
- Szerencs
- Taktaharkány
- Taktakenéz
- Taktaszada
- Tállya
- Tiszalúc